# María Teresa Chacín
María Teresa Chacín de López Contreras, (Caracas, 22 de enero de 1945) es una psicóloga y cantante venezolana. Tiene más de 50 discos grabados, entre formatos LP y CD acompañada por músicos como Juan Vicente Torrealba, Chelique Sarabia, Armando Manzanero, el guitarrista Rodrigo Riera y Aldemaro Romero al dirigir en una de sus grabaciones a la Orquesta Sinfónica de Londres.

## Biografía
Inició su carrera de intérprete al formar parte del Orfeón Universitario de la Universidad Central de Venezuela desde 1963, destacándose durante 8 años como solista. Sin embargo, gracias al respaldo de su hermana Rosa Virginia Chacín, también cantante, en 1961 logra ser contratada por la empresa discográfica venezolana Palacio de la Música para grabar su primer LP, titulado Chelimanías, en el cual el músico y compositor venezolano Chelique Sarabia la acompañó con su conjunto, aparte de grabar con su voz dos temas para dicha producción. Aunque había iniciado su carrera como solista, participó en el Primer Festival Mundial de Coros Universitarios celebrado en el Lincoln Center de Nueva York en el año 1965. En 1970, se gradúa de Licenciada en Psicología en la Universidad Católica Andrés Bello, carrera que ha ejercido a la par con la musical. Ese año, graba su séptimo disco titulado La paraulata en el que rendía homenaje al músico y compositor Juan Vicente Torrealba haciéndose acompañar del conjunto del mencionado artista.
Fue ganadora del certamen Voz de Oro de Venezuela en 1972, y ha sido galardonada con diversas distinciones otorgadas por periodistas de crítica especializada en Venezuela. Representó a Venezuela en el Festival Internacional de la Canción en Colombia, en Puerto Rico así como en la O.T.I celebrada en Washington D.C. En 1976, graba en la ciudad de Londres un trabajo discográfico de manera independiente, acompañada por la Orquesta Sinfónica de Londres con dirección y arreglos del músico y compositor Aldemaro Romero, amigo suyo. Este sería el inicio de una colaboración que dio origen a tres grabaciones más. Este disco fue producido a instancias del "Banco Hipotecario Venezolano" y después fue reeditado comercialmente, en tres ocasiones.
Cabe destacar sus presentaciones en la OEA en Washington; en el Central Park de Nueva York; en el Alice Tully Hall del Lincoln Center de Nueva York, siendo la primera cantante latinoamericana de dar un concierto de música típica y popular en esta sala; en el Teatro Presidente Alvear de Buenos Aires; en el Hotel Península de Hong Kong; entre otros.
El 29 de noviembre de 1993, la Concha Acústica de Anaco, Estado Anzoátegui, por decisión de la Cámara Municipal, se inaugura con el nombre de “Concha Acústica María Teresa Chacín”.  
Fue productora y animadora de radio y televisión, con su programa “María Teresa y sus amigos”, con el cual obtuvo el Premio Monseñor Pellín en el año 2000), y el cual estuvo seis años en el aire.
El 17 de julio del 2002, fue designada huésped de honor del Municipio Cocorote del Estado Yaracuy.
El día 15 de noviembre de 2012, Chacín recibió el Premio Grammy Latino como intérprete del Mejor Disco de Música Infantil. La producción premiada se titula María Teresa canta cuentos inspirada en su nieta, realizado en forma de producción independiente y para la cual compuso, por vez primera, dos canciones, además de incluir otras dos del poeta y escritor venezolano Guillermo de León Calles

## Discografía

### Discografía Principal
| Año de publicación | Título                                               | Discográfica                         |
| 1961               | Chelique Sarabia: Chelimanías                        | Palacio de la Música (Venezuela)     |
| 1964               | Quisiera Preguntar                                   | Palacio de la Música (Venezuela)     |
| 1965               | Canta Para Ti                                        | Palacio de la Música (Venezuela)     |
| 1966               | Todo Me Es Igual                                     | Palacio de la Música (Venezuela)     |
| 1967               | María Teresa y Sus Éxitos                            | Palacio de la Música (Venezuela)     |
| 1968               | Rosas En El Mar                                      | Palacio de la Música (Venezuela)     |
| 1969               | Canta con María Teresa                               | Palacio de la Música (Venezuela)     |
| 1970               | La Paraulata                                         | Palacio de la Música (Venezuela)     |
| 1971               | Cuando Me Quieras                                    | Palacio de la Música (Venezuela)     |
| 1972               | Canciones Nuestras                                   | Palacio de la Música (Venezuela)     |
| 1973               | Romance                                              | Palacio de la Música (Venezuela)     |
| 1974               | Mi Querencia                                         | Palacio de la Música (Venezuela)     |
| 1974               | Aguinaldos Que No Se Olvidan                         | Palacio de la Música (Venezuela)     |
| 1975               | María Teresa Chacín                                  | Palacio de la Música (Venezuela)     |
| 1976               | Ahora                                                | Palacio de la Música (Venezuela)     |
| 1977               | María Teresa y Aldemaro y su Orquesta                | Producción Independiente (Venezuela) |
| 1977               | Canción De Cuna Para Una Estrella                    | Palacio de la Música (Venezuela)     |
| 1978               | Como Pequeña Gota de Rocío                           | Palacio de la Música (Venezuela)     |
| 1978               | Aguinaldos Venezolanos                               | Palacio de la Música (Venezuela)     |
| 1980               | En Azul, Amarillo y Rojo                             | Palacio de la Música (Venezuela)     |
| 1980               | Aguinaldos Tradicionales Vol. III                    | Palacio de la Música (Venezuela)     |
| 1983               | En Este País                                         | Palacio de la Música (Venezuela)     |
| 1985               | Tú Eres La Música                                    | Sonográfica (Venezuela)              |
| 1987               | María Teresa Chacín En Sus Bodas De Plata Artísticas | Producción Independiente (Venezuela) |
| 1987               | Ojos Color De Los Pozos                              | Tepuy (Venezuela)                    |
| 1990               | Así                                                  | CBS Columbia (Venezuela)             |
| 1992               | Yo Soy Venezolana                                    | Producciones Matecha (Venezuela)     |
| 1994               | Para Simón De María Teresa                           | Producciones Matecha (Venezuela)     |
| 1995               | Amor Mío                                             | Producciones Matecha (Venezuela)     |
| 1996               | Me Lo Dijeron Tus Ojos                               | Producciones Matecha (Venezuela)     |
| 1997               | Y Sus Amigos En Navidad                              | Producciones Matecha (Venezuela)     |
| 1998               | Y Sus Amigos en Vivo desde el Teatro Teresa Carreño  | Producciones Matecha (Venezuela)     |
| 2001               | Me Voy A Regalar                                     | Producción Independiente (Venezuela) |
| 2007               | De Conde A Principal: 45 años                        | Producción Independiente (Venezuela) |
| 2008               | Canción Para Aldemaro                                | Producción Independiente (Venezuela) |
| 2012               | María Teresa Canta Cuentos                           | Producción Independiente (Venezuela) |

### Compilaciones y Reediciones Digitales
| Año de publicación | Título                                                                     | Discográfica                        |
| 1990               | María Teresa Chacín y Sus Grandes Éxitos                                   | Palacio de la Música (Venezuela)    |
| 1992               | Aguinaldos Que No Se Olvidan                                               | Palacio de la Música (Venezuela)    |
| 1994               | Romántica                                                                  | Producciones Matecha (Venezuela)    |
| 1996               | Con La Orquesta Sinfónica de Londres                                       | Producciones León (Venezuela)       |
| 1999               | Canta a Latinoamérica                                                      | Palacio de la Música (Venezuela)    |
| 1999               | María Teresa Chacín y Aldemaro Romero Con La Orquesta Sinfónica de Londres | CDMania - "El Nacional" (Venezuela) |
| 2001               | Éxitos Ye-Ye                                                               | Palacio de la Música (Venezuela)    |
| 2002               | Ahora                                                                      | Palacio de la Música (Venezuela)    |
| 2002               | Algo Contigo                                                               | Palacio de la Música (Venezuela)    |
| 2003               | María Teresa Chacín: La Historia (1970-2002)                               | Latin World Music (Venezuela)       |